# Mauricio Malvestiti
Mauricio Malvestiti (Marne de Filago, 25 d'agost de 1953) és un religiós i bisbe italià. Va ser ordenat sacerdot l'11 de juny de 1977, i el 1994 és oficial de la Congregació per a les Esglésies Orientals, a Roma. El 2009 és nomenat sotssecretari de la mateixa congregació. El 26 d'agost de 2014, el papa Francesc l'anomenà Bisbe de Lodi, succeint a Giuseppe Merisi.
És consagrà bisbe l'11 d'octubre 2014 en la Basílica de Sant Pere del Vaticà para el cardenal Leonardo Sandri.

## Galería fotogràfica

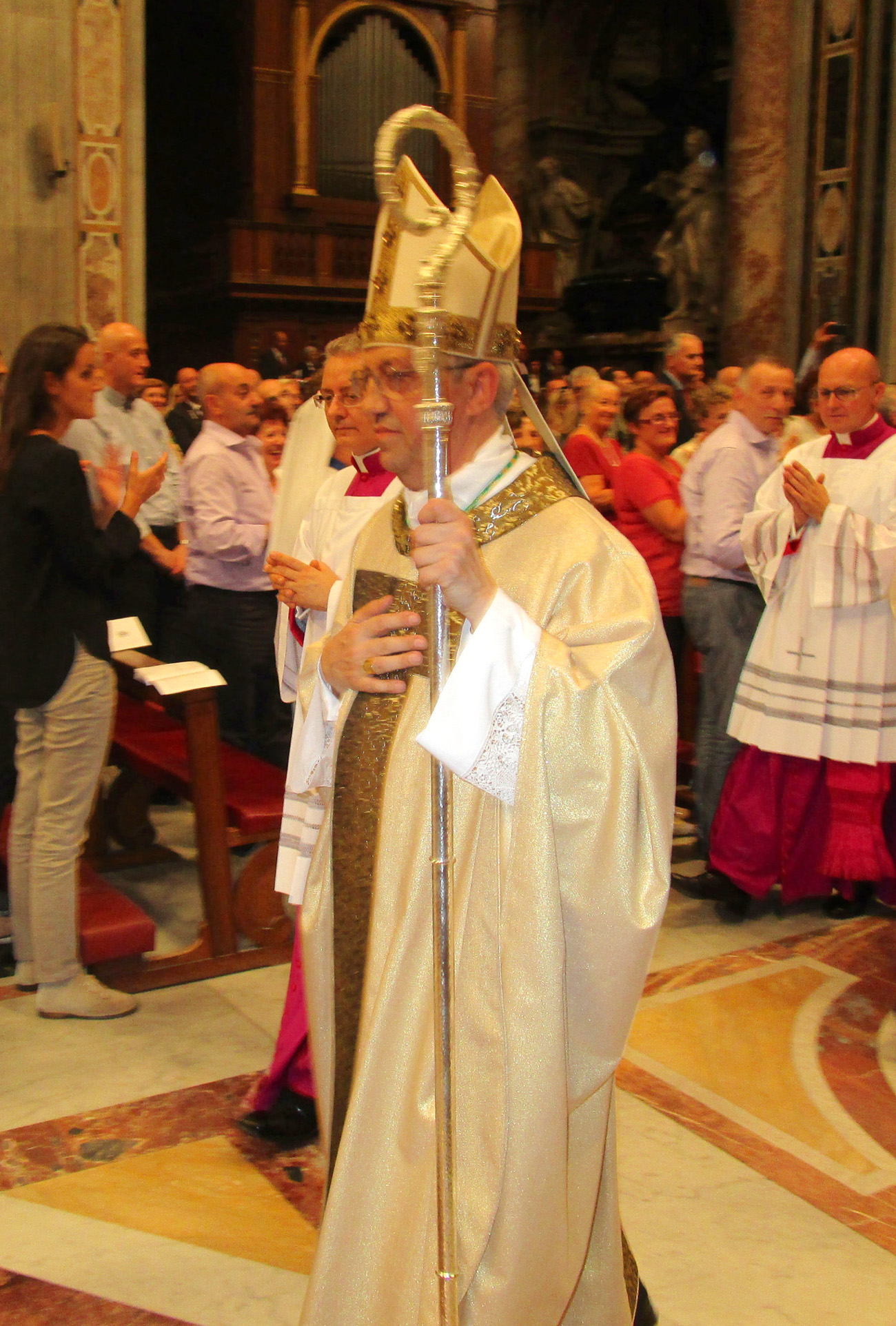
Monsenyor Malvestiti acabat de consagrar, Basílica de Sant Pere del Vaticà.
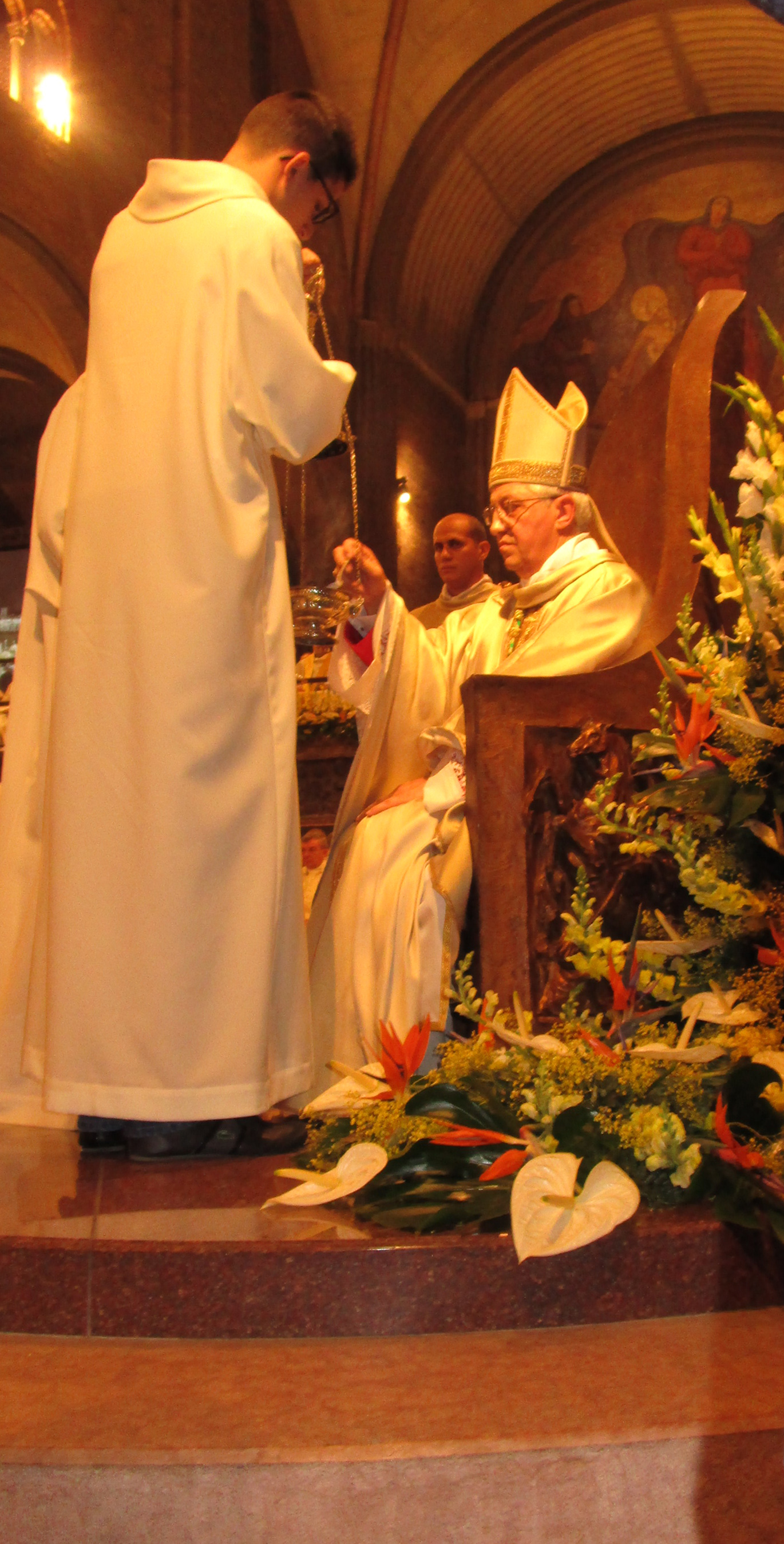
Monsenyor Malvestiti, poc després de prendre possessió de la seva diòcesi, Lodi, 26 d'octubre 2014.
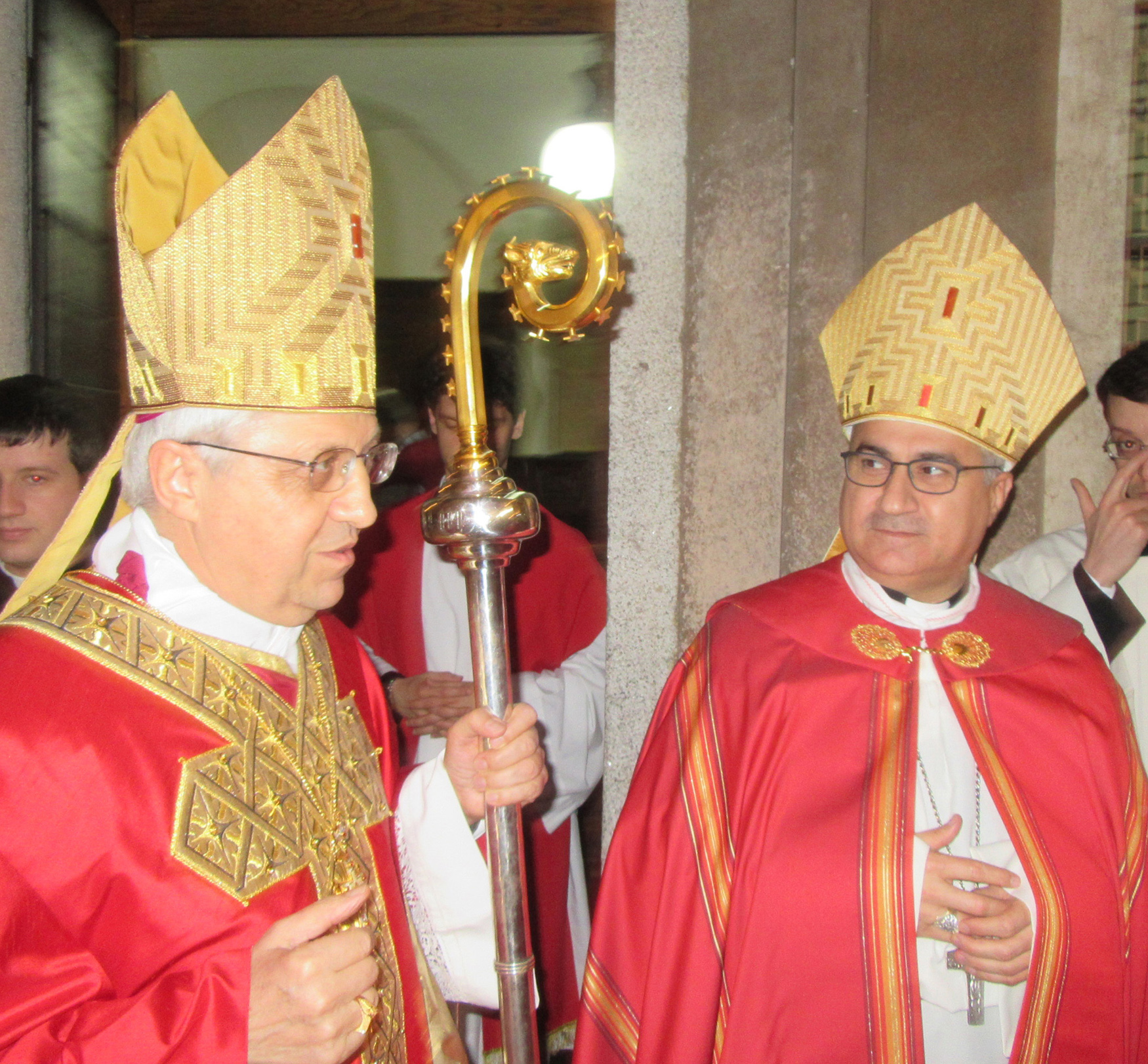
Monsenyor Malvestiti amb el monsenyor Bashar Matti Warda (dreta) a la vigília de nit de Pentecosta en la seu de Lodi, 14 de maig de 2016.
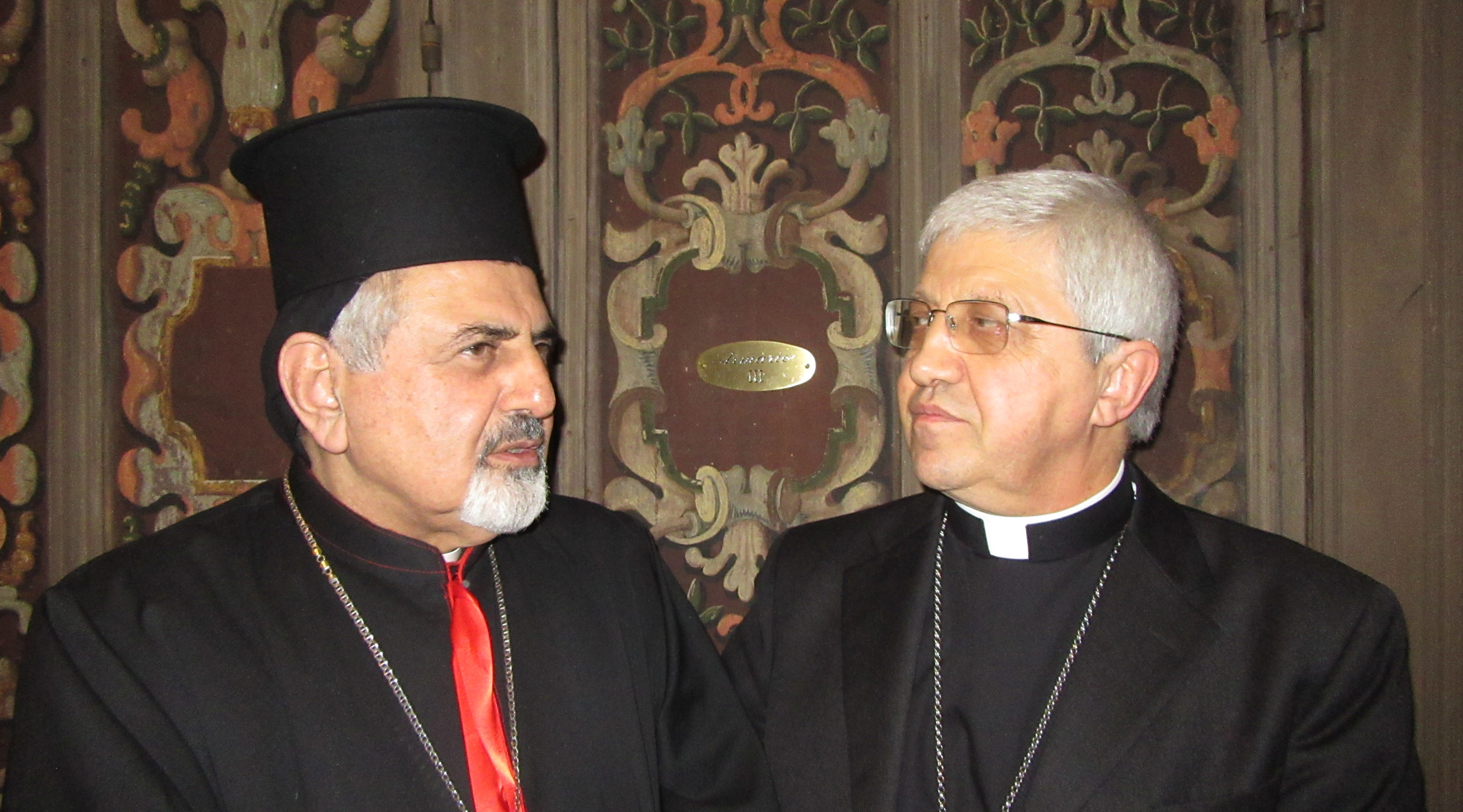
Monsenyor Malvestiti amb el patriarca siríac Ignasi Josep III Yunan, en la seu de Lodi, 20 de febrer 2017
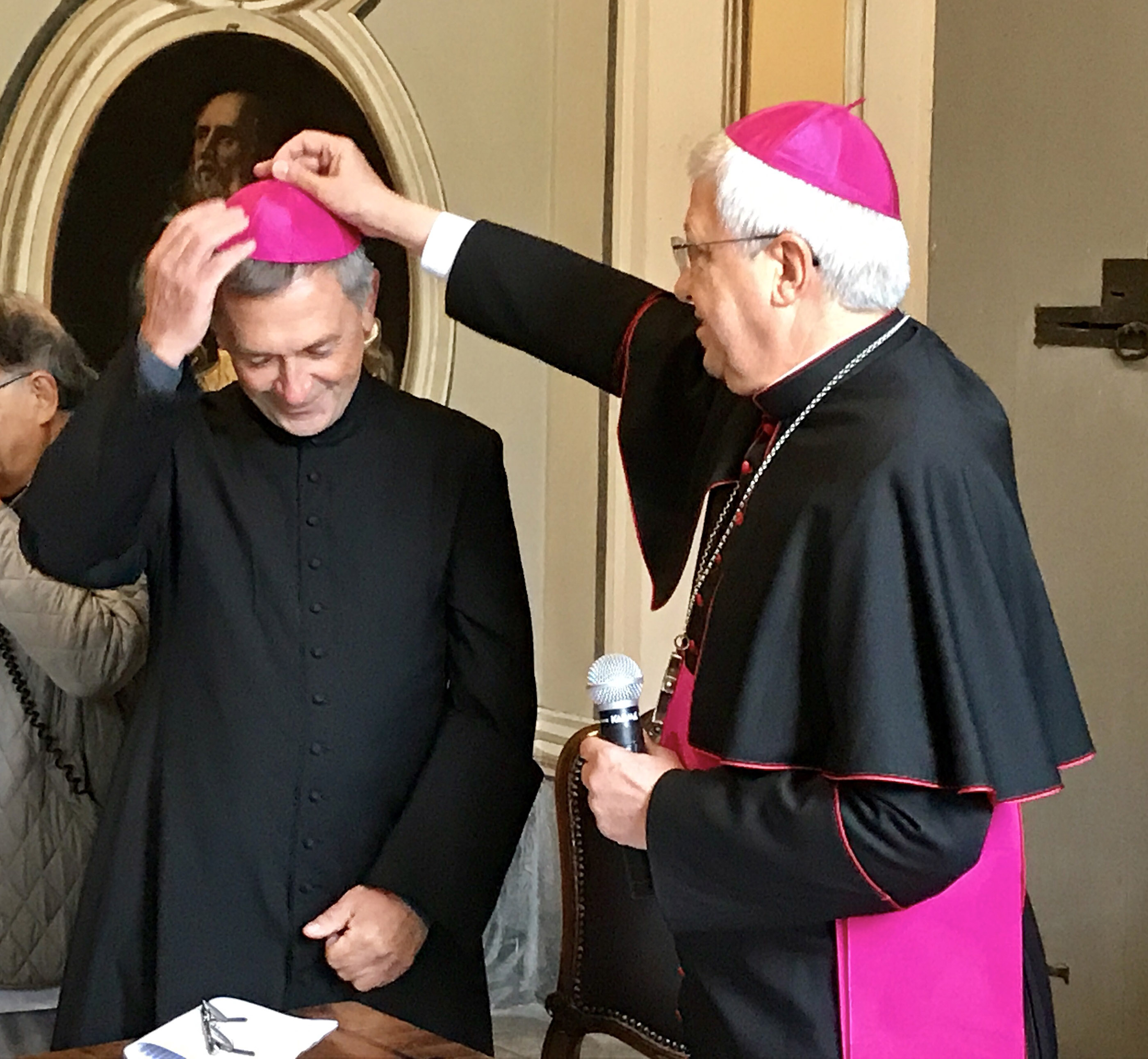
El pare Egidio Miragoli, bisbe electe de Mondovì, rep el solideu del bisbe Malvestiti, el 29 de setembre de 2017